# Roodebeekpark

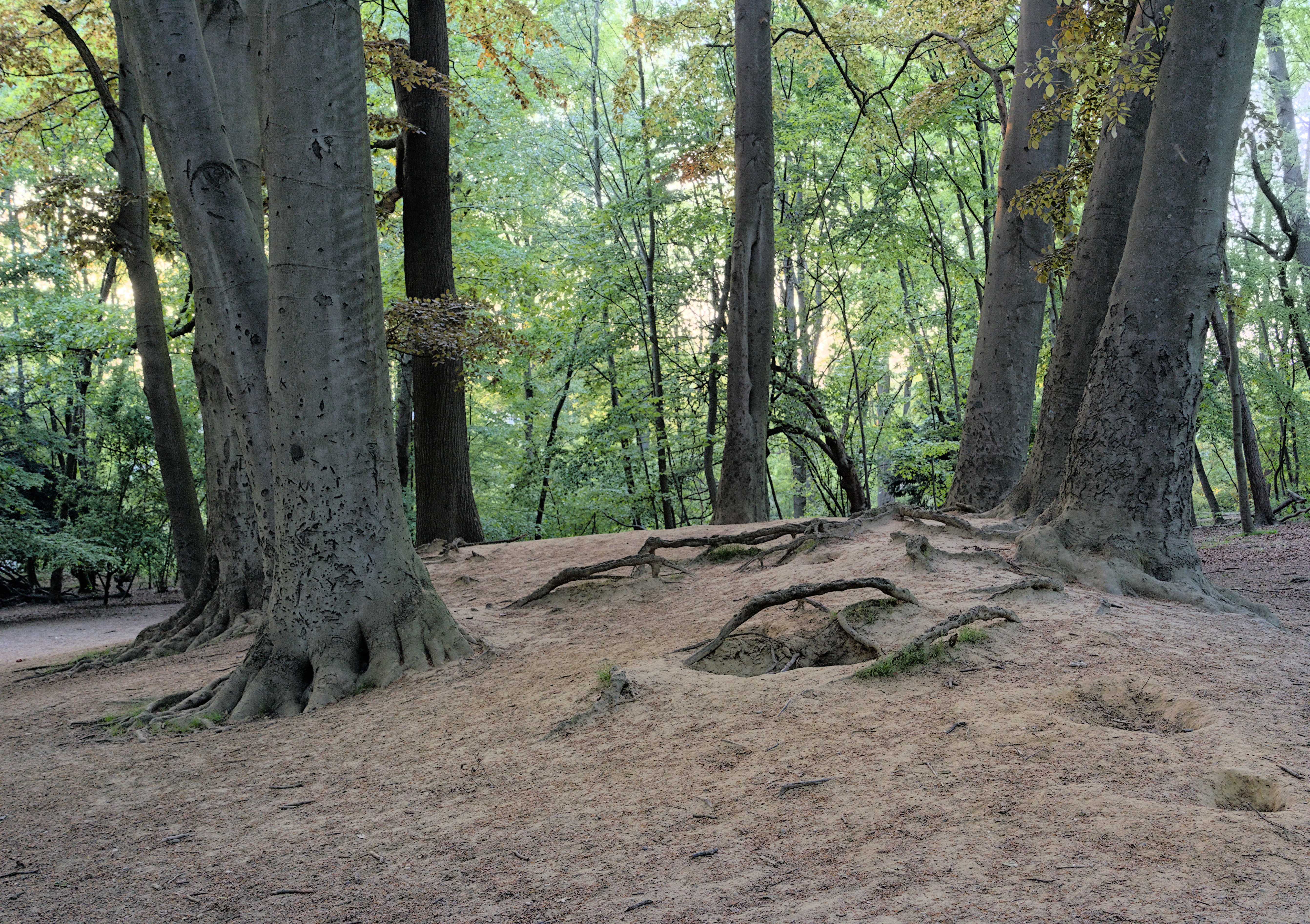
Het Roodebeekpark

Het Roodebeekpark of Roodebeek Park (Frans: Parc de Roodebeek) is een park in de Belgische gemeente Sint-Lambrechts-Woluwe in het Brussels Hoofdstedelijk Gewest. Het park ligt in het noordwesten van de gemeente.
In het westen van het park ligt het gemeentemuseum van Sint-Lambrechts-Woluwe en in het zuiden van het park de Villa Montald. Naar het oosten staat de Heilige-Familiekerk.

## Geschiedenis
In de 18e eeuw waren de gronden van Roodebeek het eigendom van de Jezuïeten uit Brussel. In 1778 werden vier percelen door de eigenaar van het Maloukasteel aangekocht.
In de 19e eeuw werden er zand en stenen gewonnen in een zand- en steengroeve.
In 1948 werd het park voor het publiek opengesteld.

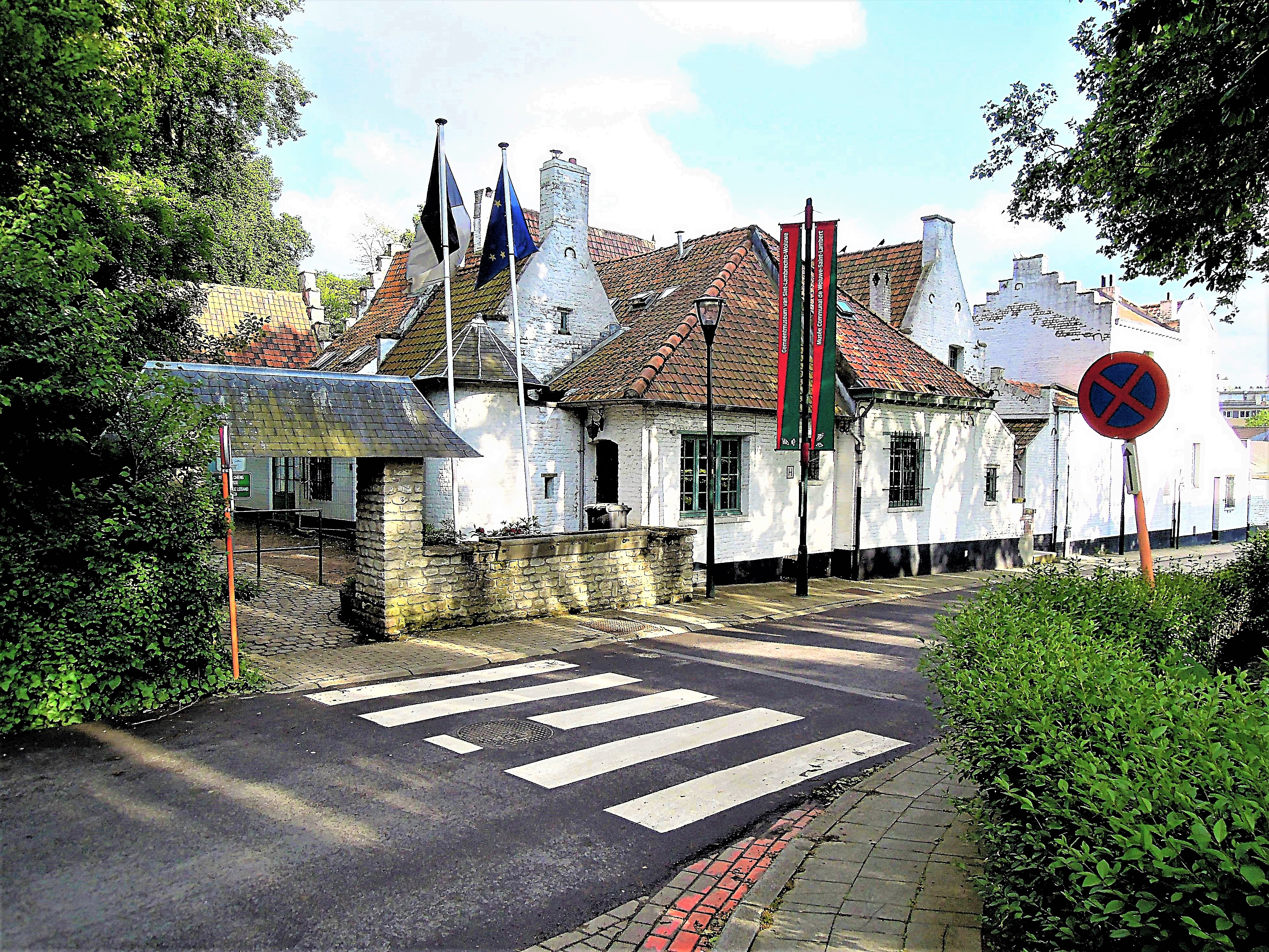
Gemeentemuseum
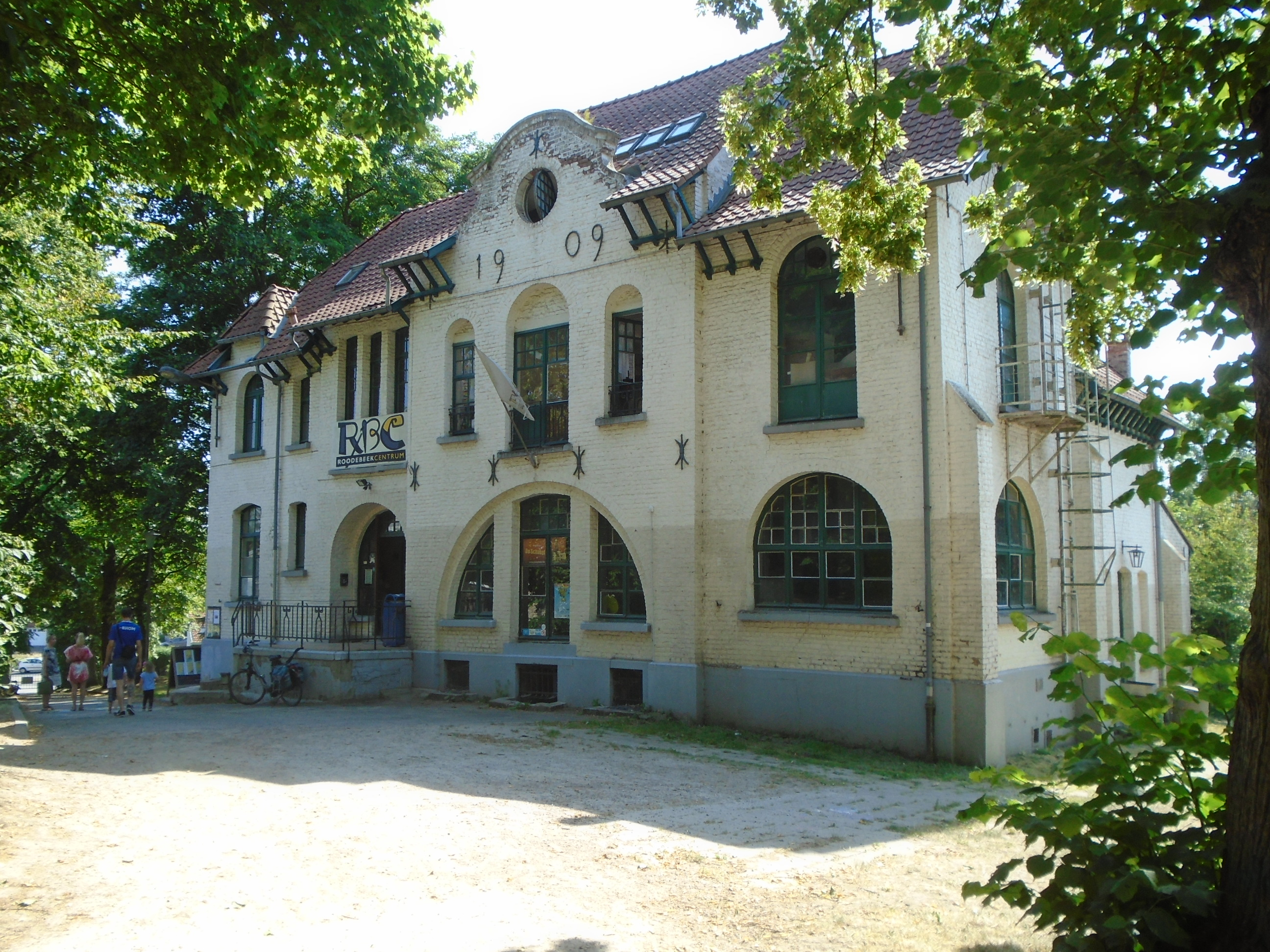
Villa Montald